# Excelsior Rotterdam (vrouwenvoetbal)
Excelsior Vrouwen is een vrouwenvoetbalclub uit Rotterdam. De club speelt sinds zijn oprichting in 2017 in de Vrouwen Eredivisie. In de eerste drie seizoenen werd er gespeeld onder de naam Excelsior/Barendrecht. In de zomer van 2020 werd de samenwerking met BVV Barendrecht beëindigd en ging de club verder onder de naam Excelsior. De thuisbasis van de voetbalclub is het Van Donge & De Roo Stadion. De trainingen en sommige competitiewedstrijden vinden plaats op Sportpark Waalplantsoen van voetbalclub DCV in Krimpen aan de IJssel.

## Geschiedenis
In 2017 besloten Excelsior en Barendrecht gezamenlijk hun intrede te doen in de Eredivisie Vrouwen. Barendrecht, dat op dat moment uitkwam in de Topklasse, sloot een driejarige samenwerkingsovereenkomst met Excelsior. Het vrouwenelftal zou gaan trainen op het terrein van de Barendrechters, en hun wedstrijden afwisselend afwerken op het terrein van Barendrecht en in het stadion van Excelsior.
Het debuutseizoen van de Kralingers (2017/18) was een opbouwseizoen voor de nieuwelingen. Het elftal, dat onder leiding stond van Sander Luiten, won in zijn eerste seizoen geen enkele wedstrijd in de reguliere competitie. In de plaatseringsgroep wisten ze wel een keer te winnen, en twee keer gelijk te spelen. Daarmee eindigde de formatie met vijf punten onderaan in de plaatseringsgroep, en dus op de negende plaats in de Eredivisie Vrouwen.
Aan het einde van het seizoen maakte Luiten de overstap naar PSV Vrouwen. Hij werd opgevolgd door Richard Mank, die sindsdien als hoofdtrainer aan de club is verbonden.
Gelijktijdig met de beëindiging van de samenwerking met VV Barendrecht met ingang van het seizoen 2020/21, startte Excelsior Rotterdam (net als het nieuwe Telstar) met een team in de Beloftencompetitie. Hiermee zette SBV Excelsior een basis neer voor een opleiding en voortraject voor het eerste elftal.

## Clubcultuur

### Tenue
Oorspronkelijk speelden de vrouwen in een tenue dat een mix vormde van de clubkleuren van Excelsior en Barendrecht. Vanaf het seizoen 2020/21 spelen de vrouwen in een tenue dat identiek is aan dat van de mannen van Excelsior. Kledingsponsor is Quick Sportswear en shirtsponsor is CARU Containers (vanaf seizoen 2023/24).

### Persoonlijke benadering
Bij de begeleiding van het team hanteert de staf van Excelsior een persoonlijke aanpak waarbij de stafleden veel informatie over de speelsters verzamelen, ook over hun persoonlijke situatie. De benadering blijkt effectief om het aantal blessures binnen de selectie te beperken. Speelsters roemen daarnaast de ontspannen sfeer die er heerst binnen het team.

## Eerste elftal

### Selectie

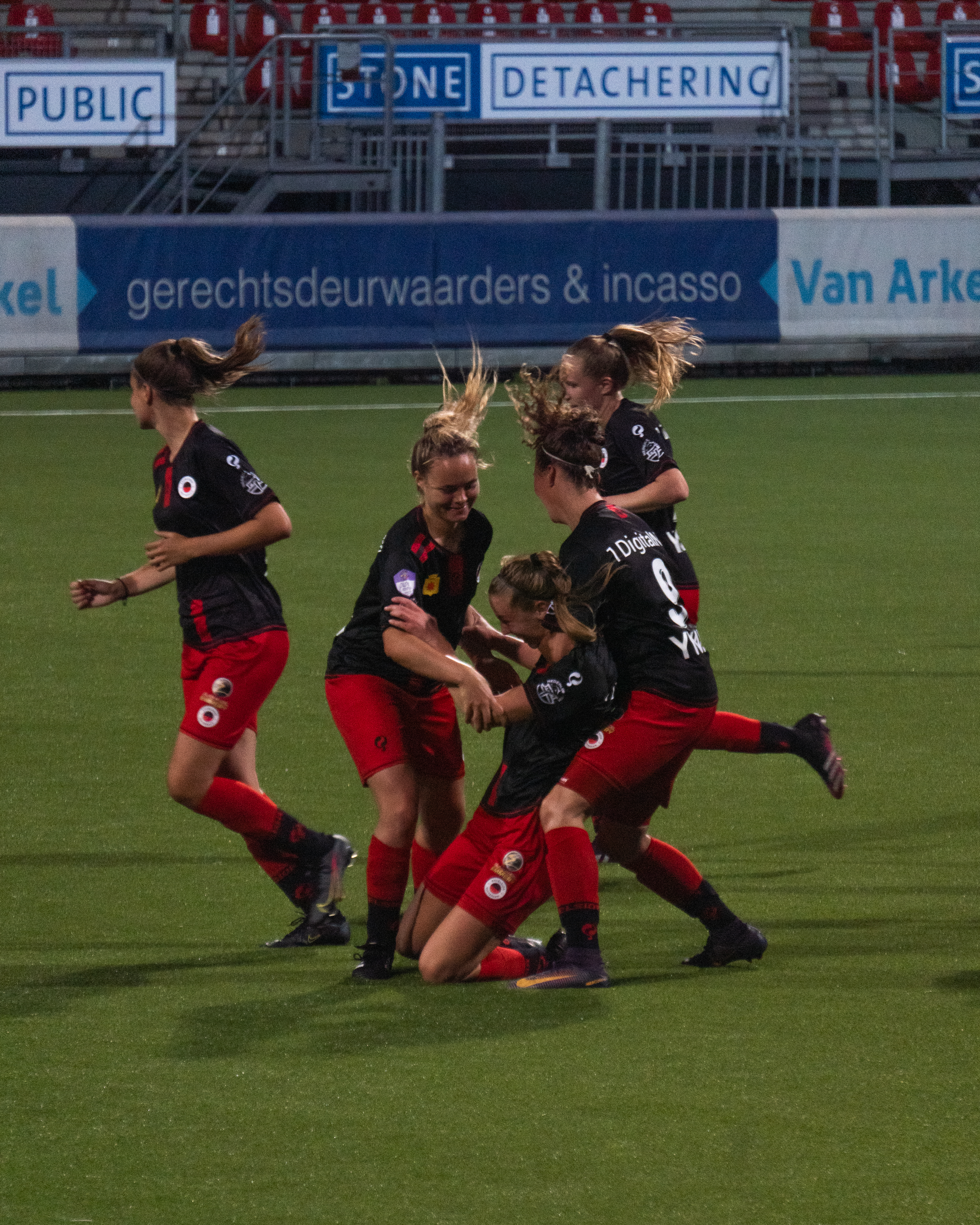
Vieren van een doelpunt tegen Ajax, aug 2021

Bijgewerkt tot januari 2024
| Keepers       |                    |                          |         |                                |
| 1             | Vlag van Nederland | Isa Pothof               | 2022-23 | Ajax                           |
| 20            | Vlag van Nederland | Nikki de Haan            | 2022–23 | PSV Beloften                   |
| 21            | Vlag van Nederland | Floor Oussoren           | 2023-24 | Telstar Beloften               |
| Verdedigers   |                    |                          |         |                                |
| 2             | Vlag van Nederland | Lieke de With            | 2022–23 | PSV                            |
| 3             | Vlag van Nederland | Rachel Kleine            | 2021-22 | FC Twente Beloften             |
| 4             | Vlag van Nederland | Yara Helderman           | 2022-23 | Feyenoord                      |
| 5             | Vlag van Nederland | Yentl van Goch           | 2021-22 | R.V. & A.V. Sparta             |
| 12            | Vlag van Nederland | Jikke de Raaff           | 2023-24 | PSV Beloften                   |
| 15            | Vlag van Nederland | Fleur Mol                | 2022-23 | Sparta                         |
| 18            | Vlag van Nederland | Kimberley Smit           | 2023-24 | Anderlecht                     |
| 23            | Vlag van Nederland | Robine de Ridder         | 2023-24 | Feyenoord                      |
| Middenvelders |                    |                          |         |                                |
| 6             | Vlag van Nederland | Lynn Groenewegen         | 2022-23 | Feyenoord                      |
| 8             | Vlag van Nederland | Kim Hendriks             | 2023-24 | Feyenoord                      |
| 10            | Vlag van Nederland | Katelyn Hendriks         | 2021–22 | ADO Den Haag                   |
| 14            | Vlag van Nederland | Lieve van Vliet          | 2022-23 | Sparta                         |
| 24            | Vlag van Nederland | Stephanie Coelho Aurélio | 2020-21 | Excelsior/Barendrecht Beloften |
| Aanvallers    |                    |                          |         |                                |
| 7             | Vlag van Nederland | Dana Breewel             | 2022-23 | VV Alkmaar                     |
| 9             | Vlag van Tunesië   | Sabrine Ellouzi          | 2023-24 | Feyenoord                      |
| 11            | Vlag van Nederland | Wendy Balfoort           | 2023-24 | ADO Den Haag                   |
| 16            | Vlag van Aruba     | Bonny Lammers            | 2023-24 | Sparta                         |
| 19            | Vlag van Nederland | Veerle van Spijk         | 2023-24 | Sparta                         |
| 22            | Vlag van Nederland | Chelsea Homan            | 2023-24 | Excelsior Rotterdam Beloften   |

### Staf

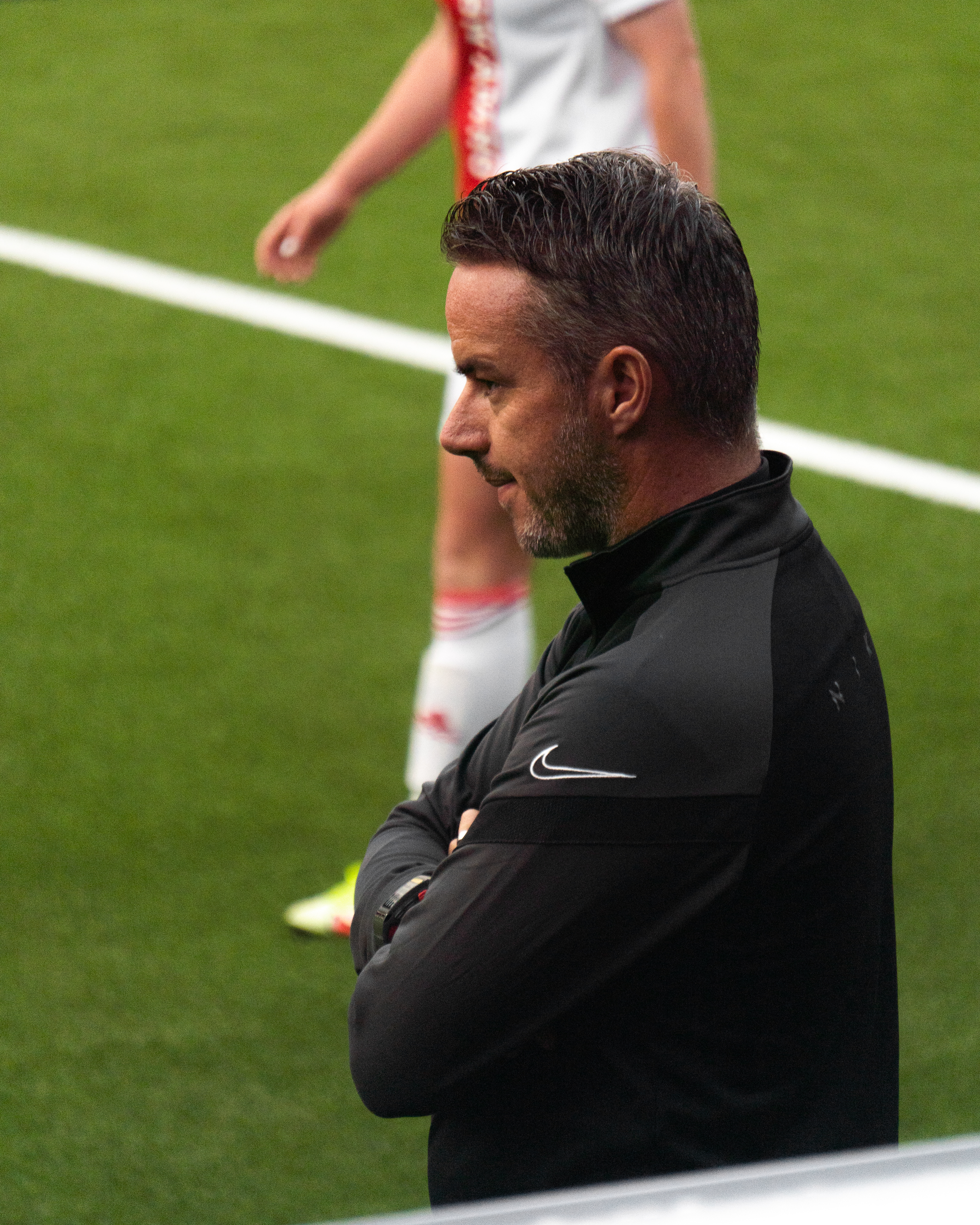
Richard Mank, aug 2021

Bijgewerkt tot januari 2024
| Technische staf    |               |                   |      |                            |
| Vlag van Nederland | Richard Mank  | hoofdtrainer      | 2018 | VV Dilettant               |
| Vlag van Nederland | Kim de Bruin  | assistent-trainer | 2023 |                            |
| Vlag van Nederland | John Bos      | keeperstrainer    | 2023 | Feyenoord (vrouwenvoetbal) |
| Vlag van Nederland | Wesley Bosman | performance coach | 2023 |                            |
| Vlag van Nederland | Ed van Haften | teammanager       | 2022 |                            |

## Overzichtslijsten

### Competitie
- 2018 9e
Eredivisie
- 2019 8e
Eredivisie
- 2020 8e
Eredivisie
- 2021 7e
Eredivisie
- 2022 9e
Eredivisie
- 2023 11e
Eredivisie
- 2024 12e
Eredivisie
- 2025 12e
Eredivisie

In elke staaf van de grafiek staat van boven naar beneden vermeld: 
- Eindnotering

Dit is de positie die de club heeft bereikt in de competitie, zonder eventuele beslissings-, play-off- of nacompetitiewedstrijden die nodig zijn geweest om bijvoorbeeld de kampioen van de competitie te bepalen.
Indien een * achter het getal staat is de notering een tussenstand en kan het zijn dat de notering niet overeenkomt met de uiteindelijke eindstand van de competitie.
Staat er een - dan is het seizoen nog bezig en is er geen definitieve uitslag bekend.
Staat er xx op de positie van de notering, dan heeft de club vroegtijdig de competitie verlaten. Dit kan onder andere komen door terugtrekking van het team, faillissement van de club of door een uitgedeelde straf van de KNVB. In veel gevallen staat elders in het artikel de reden vermeld.
Staat er een ? dan is het resultaat uit het verleden onbekend, en is alleen de competitie of het niveau bekend van dat seizoen.
In de seizoenen 2019/20 en 2020/21 werd wegens de coronacrisis het amateurvoetbal afgebroken. Daardoor kennen deze staven geen eindklassering (middels -- weergegeven).
- Competitieniveau en afdelingsletter of Officiële eindstand Eredivisie
  - Competitieniveau en afdelingsletter

Hierbij geeft het getal het niveau weer, dat ook terug te vinden is in de legenda. De letter is de afdelingsaanduiding en wordt gebruikt wanneer er meer afdelingen zijn op hetzelfde niveau. De afdelingsletter is altijd een hoofdletter en wordt meestal zonder nummer gebruikt.
Voorbeeld: 2F is niveau 2e klasse competitie F.
Het competitieniveau en nummer wordt niet vermeld wanneer er slechts één competitie van dit niveau was.
  - Officiële eindstand Eredivisie (getal staat tussen haakjes vermeld)

Sinds de introductie van play-offwedstrijden voor Europees voetbal na afloop van de reguliere competitie in 2005/06, is de KNVB verplicht een eindstand van de Eredivisie door te geven aan de UEFA aan de hand van deze play-offwedstrijden.
Bij deze eindstand staan clubs die zich hebben gekwalificeerd voor Europees voetbal hoger dan clubs die zich niet wisten te kwalificeren. Indien er geen verschil was tussen de eindnotering en de officiële eindstand, staat dit getal niet vermeld.

- Onderafdeling

Hier staat afgekort de naam van de onderafdeling indien de club in dat jaar in een onderafdeling uitkwam. Tevens staat deze afkorting in de legenda en wordt gelinkt naar het artikel over deze onderafdeling. Deze afkorting wordt alleen vermeld wanneer de club in het verleden in verschillende onderafdelingen heeft gespeeld. Deze vermelding is in de staaf altijd in kleine letters. Deze onderafdelingen zijn na het seizoen 1995/96 afgeschaft. Heeft de club in slechts één onderafdeling gespeeld, dan is dit alleen terug te vinden in de legenda.
Onder de staaf staat het jaartal vermeld waarin het seizoen is afgesloten. 15 verwijst naar het seizoen 2014/15 of eventueel het seizoen 1914/15.
Wanneer een staaf leeg is, zijn deze gegevens niet bekend. Het kan ook zijn dat de club dat seizoen niet heeft meegespeeld op het hogere amateurniveau, vroegtijdig de competitie heeft verlaten of uit de competitie is gezet.

In het seizoen 1944/45 was er wegens de Tweede Wereldoorlog geen regulier competitievoetbal.
- Eredivisie

- 2017 – 2020: Excelsior/Barendrecht
- 2020 – 2021: Excelsior
- 2021 – heden: Excelsior Rotterdam

#### Seizoensoverzichten
| Resultaten van Excelsior sinds de toetreding in het vrouwenvoetbal in 2017 | Resultaten van Excelsior sinds de toetreding in het vrouwenvoetbal in 2017 | Resultaten van Excelsior sinds de toetreding in het vrouwenvoetbal in 2017 | Resultaten van Excelsior sinds de toetreding in het vrouwenvoetbal in 2017 | Resultaten van Excelsior sinds de toetreding in het vrouwenvoetbal in 2017 | Resultaten van Excelsior sinds de toetreding in het vrouwenvoetbal in 2017 | Resultaten van Excelsior sinds de toetreding in het vrouwenvoetbal in 2017 | Resultaten van Excelsior sinds de toetreding in het vrouwenvoetbal in 2017 | Resultaten van Excelsior sinds de toetreding in het vrouwenvoetbal in 2017 | Resultaten van Excelsior sinds de toetreding in het vrouwenvoetbal in 2017 | Resultaten van Excelsior sinds de toetreding in het vrouwenvoetbal in 2017 | Resultaten van Excelsior sinds de toetreding in het vrouwenvoetbal in 2017 | Resultaten van Excelsior sinds de toetreding in het vrouwenvoetbal in 2017 | Resultaten van Excelsior sinds de toetreding in het vrouwenvoetbal in 2017                                                                                              |
| Seizoen                                                                    | Competitie                                                                 | Competitie                                                                 | Competitie                                                                 | Competitie                                                                 | Competitie                                                                 | Competitie                                                                 | Competitie                                                                 | Competitie                                                                 | Competitie                                                                 | Kwalificatie                                                               | KNVB Beker                                                                 | Eredivisie Cup                                                             | Bijzonderheid |
| Seizoen                                                                    | Divisie                                                                    | GW                                                                         | W                                                                          | G                                                                          | V                                                                          | PNT                                                                        | DV                                                                         | DT                                                                         | POS                                                                        | Kwalificatie                                                               | KNVB Beker                                                                 | Eredivisie Cup                                                             | Bijzonderheid |
| -------------------------------------------------------------------------- | -------------------------------------------------------------------------- | -------------------------------------------------------------------------- | -------------------------------------------------------------------------- | -------------------------------------------------------------------------- | -------------------------------------------------------------------------- | -------------------------------------------------------------------------- | -------------------------------------------------------------------------- | -------------------------------------------------------------------------- | -------------------------------------------------------------------------- | -------------------------------------------------------------------------- | -------------------------------------------------------------------------- | -------------------------------------------------------------------------- | --- |
| 2017/18                                                                    | Eredivisie                                                                 | 16                                                                         | 0                                                                          | 0                                                                          | 16                                                                         | 0                                                                          | 7                                                                          | 56                                                                         | 9e                                                                         | Plaatseringsgroep                                                          | Achtste finale                                                             | Niet gespeeld                                                              | Excelsior/Barendrecht treedt toe tot het vrouwenvoetbal |
| 2017/18                                                                    | Eredivisie (Plaatseringsgroep)                                             | 9                                                                          | 1                                                                          | 2                                                                          | 6                                                                          | 5                                                                          | 14                                                                         | 21                                                                         | 9e                                                                         | –                                                                          | Achtste finale                                                             | Niet gespeeld                                                              | Excelsior/Barendrecht treedt toe tot het vrouwenvoetbal |
| 2018/19                                                                    | Eredivisie                                                                 | 16                                                                         | 2                                                                          | 1                                                                          | 13                                                                         | 7                                                                          | 14                                                                         | 44                                                                         | 8e                                                                         | Plaatseringsgroep                                                          | Kwartfinale                                                                | Niet gespeeld                                                              | – |
| 2018/19                                                                    | Eredivisie (Plaatseringsgroep)                                             | 9                                                                          | 3                                                                          | 3                                                                          | 3                                                                          | 16                                                                         | 13                                                                         | 14                                                                         | 8e                                                                         | –                                                                          | Kwartfinale                                                                | Niet gespeeld                                                              | – |
| 2019/20                                                                    | Eredivisie                                                                 | 12                                                                         | 0                                                                          | 3                                                                          | 9                                                                          | 3                                                                          | 10                                                                         | 40                                                                         | 8e                                                                         | Plaatseringsgroep                                                          | Achtste finale                                                             | 8e                                                                         | Door de coronacrisis is competitie niet afgemaakt. De tussenstand na 12 speelrondes werd de eindstand Dit hield in dat er geen kampioensgroep of plaatseringsgroep was. |
| 2020/21                                                                    | Vrouwen Eredivisie                                                         | 14                                                                         | 1                                                                          | 3                                                                          | 10                                                                         | 6                                                                          | 8                                                                          | 39                                                                         | 8e                                                                         | Plaatseringsgroep                                                          | Kwartfinale                                                                | 8e                                                                         | Naamsverandering naar Excelsior |
| 2020/21                                                                    | Vrouwen Eredivisie (Plaatseringsgroep)                                     | 6                                                                          | 1                                                                          | 3                                                                          | 2                                                                          | 9                                                                          | 7                                                                          | 9                                                                          | 7e                                                                         | –                                                                          | Kwartfinale                                                                | 8e                                                                         | Naamsverandering naar Excelsior |
| 2021/22                                                                    | Vrouwen Eredivisie                                                         | 24                                                                         | 2                                                                          | 5                                                                          | 17                                                                         | 11                                                                         | 28                                                                         | 83                                                                         | 9e                                                                         | –                                                                          | Halve finale                                                               | Geen deelname                                                              | Naamsverandering naar Excelsior Rotterdam |
| 2022/23                                                                    | Vrouwen Eredivisie                                                         | 20                                                                         | 2                                                                          | 2                                                                          | 16                                                                         | 8                                                                          | 14                                                                         | 57                                                                         | 11e                                                                        | –                                                                          | Kwartfinale                                                                | Geen deelname                                                              | – |
| 2023/24                                                                    | Vrouwen Eredivisie                                                         | 22                                                                         | 2                                                                          | 5                                                                          | 17                                                                         | 11                                                                         | 20                                                                         | 53                                                                         | 12e                                                                        |                                                                            | Halve finale                                                               | Geen deelname                                                              | |
| 2024/25                                                                    | Vrouwen Eredivisie                                                         | 22                                                                         | 1                                                                          | 7                                                                          | 14                                                                         | 10                                                                         | 16                                                                         | 68                                                                         | 12e                                                                        |                                                                            | Achtste finale                                                             | Geen deelname                                                              | |
| 2025/26                                                                    | Vrouwen Eredivisie                                                         |                                                                            |                                                                            |                                                                            |                                                                            |                                                                            |                                                                            |                                                                            | e                                                                          |                                                                            |                                                                            |                                                                            | |

### Topscorers
- 2017/18:  Sherallin Henriquez (6)
- 2018/19:  Sherallin Henriquez (11)
- 2019/20:  Sophie Cobussen (3)
- 2020/21:  Joy Kersten (3)
0000000:  Fréderique Nieuwland (3)
- 2021/22:  Sabrine Ellouzi (7)
- 2022/23:  Dana Breewel (2)
0000000:  Aisse Gumbs (2)
0000000:  Lotje de Keijzer (2)
- 2023/24:  Sabrine Ellouzi (6)
- 2024/25:  Sabrine Ellouzi (6)
- 2025/26: n.n.b.

### Trainers
- 2017–2018:  Sander Luiten
- 2018–2024:  Richard Mank
- 2024–heden:  Mathijs Kreugel

## Voetnoten
1 Van der Klooster ·
2 De With ·
3 Westerink ·
4 Helderman ·
5 Van Goch ·
6 Goretkiová ·
7 Breewel ·
8 Van Spijk ·
9 Ellouzi ·
10 Hendriks ·
11 Martina ·
12 De Raaff ·
16 Lammers ·
17 Vrij ·
18 Van Houwelingen ·
19 De Jong ·
20 Frankena ·
22 Homan ·
23 De Ridder ·
24 Pereira ·
25 Mollink ·
29 Lont ·
43 Hardiek ·
Coach: Kreugel
· Assistent-coach: Brummel
ADO Den Haag · Ajax · AZ · Excelsior · Feyenoord · sc Heerenveen · NAC Breda · PEC Zwolle · PSV · Telstar · FC Twente · FC Utrecht